# Eğirdir-Han
Koordinaten: 37° 51′ 2″ N, 30° 51′ 20″ O

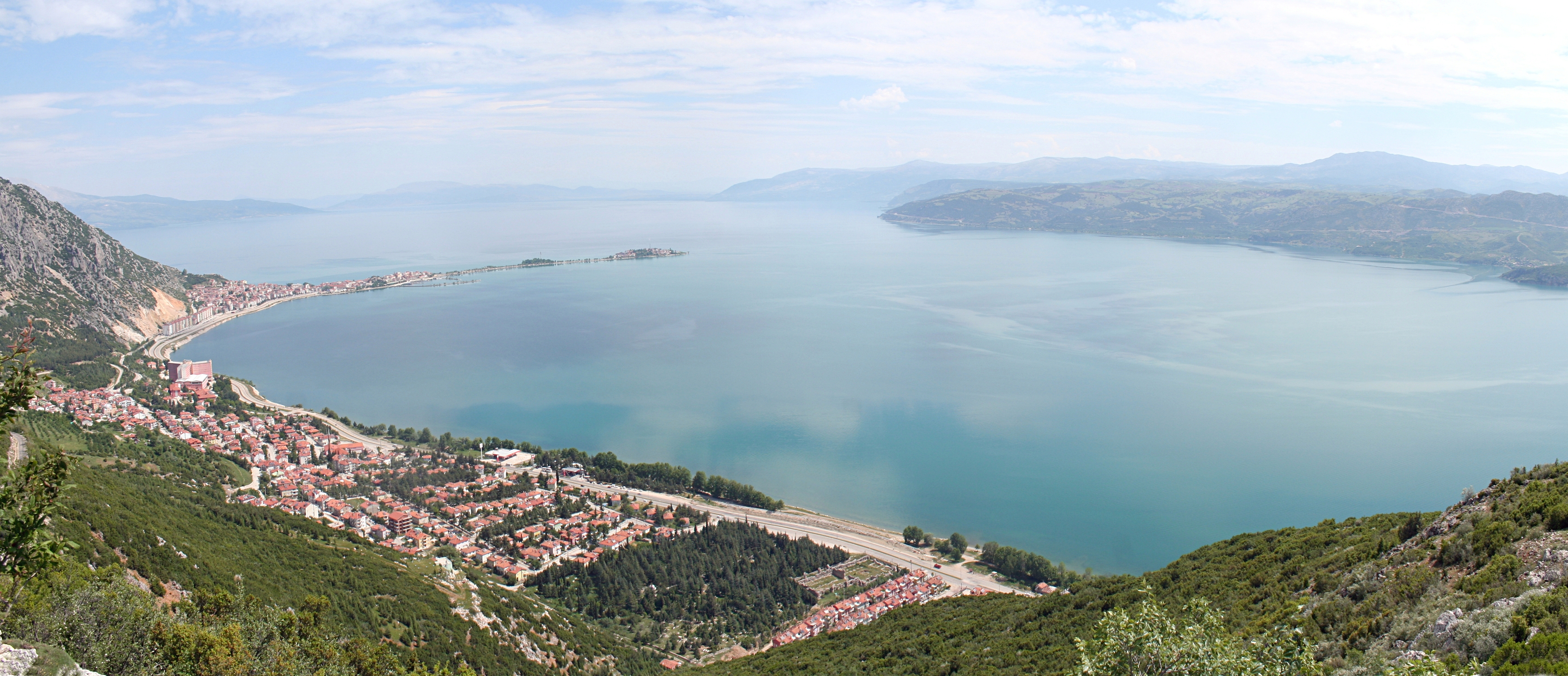
Die Ruinen des Eğirdir-Han befinden sich in der Bildmitte unten

Der Eğirdir-Han, benannt nach dem Eğirdir-See und der Stadt Eğirdir, ist eine seldschukische Karawanserei am Südende der Stadt von Eğirdir in der Provinz Isparta in Anatolien.

## Lage
Der Eğirdir-Han liegt drei Kilometer südlich vom Stadtzentrum direkt an der Westseite der Straße D 330 von Isparta nach Akşehir. Unmittelbar an der Nord- und Ostseite grenzt er an den Friedhof von Eğirdir, im Süden wird er von einer schmalen Straße von einem Neubaugebiet getrennt; im Osten verläuft die Hauptstraße, so dass der Han kaum zur Geltung kommt und leicht übersehen werden kann. Bei seiner Entstehung lag er an einer alten Handelsstraße von Antalya nach Akşehir und Konya und war Teil des Karawansereiensystems der Seldschuken.

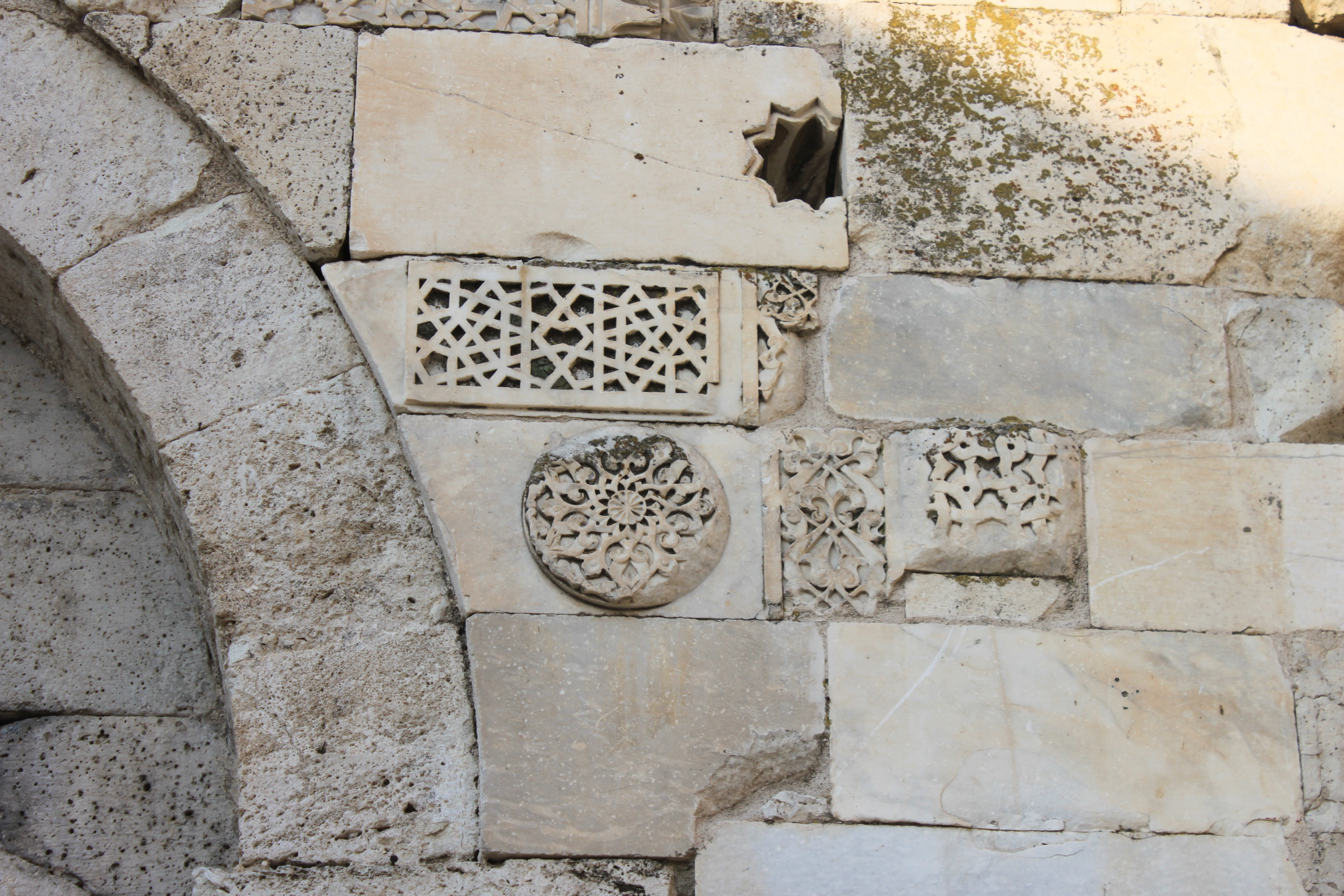
Spolien am Tor der Altstadt Eğirdirs

## Name
Eğirdir-Han erhielt seinen Namen nach dem gleichnamigen See, an dem er liegt. Bis 1982 hieß er Eğridir Han; eine Verballhornung des griechischen Namens Akrotiri für den See und die Stadt; danach wurde der Name amtlich auf Eğirdir geändert. In der Türkei sind auch die Namen Keyhüsrev Kervansarayı und Gıyaseddin Keyhüsrev Han geläufig. Sie verweisen auf den Bauherren der Karawanserei.

## Geschichte
Der Bau wurde im Auftrag des Seldschukensultans Kai Kobad I. (türkisch: Alaeddin Keykubad) 1229 begonnen und im ersten Regierungsjahr seines Sohnes und Nachfolgers Kai Chosrau II. (türkisch: Gıyaseddin Keyhüsrev) um 1237/1238 fertig gestellt. Bei seiner Inbetriebnahme handelte sich mit über 3500 m² umbauter Fläche um den drittgrößten Han in Anatolien. 1298 wurde die Anlage durch einen Brand fast vollständig zerstört. Wegen des zunehmenden Verfalls der Seldschukenherrschaft kam es zu keinem Wiederaufbau und der Han verfiel weiter.

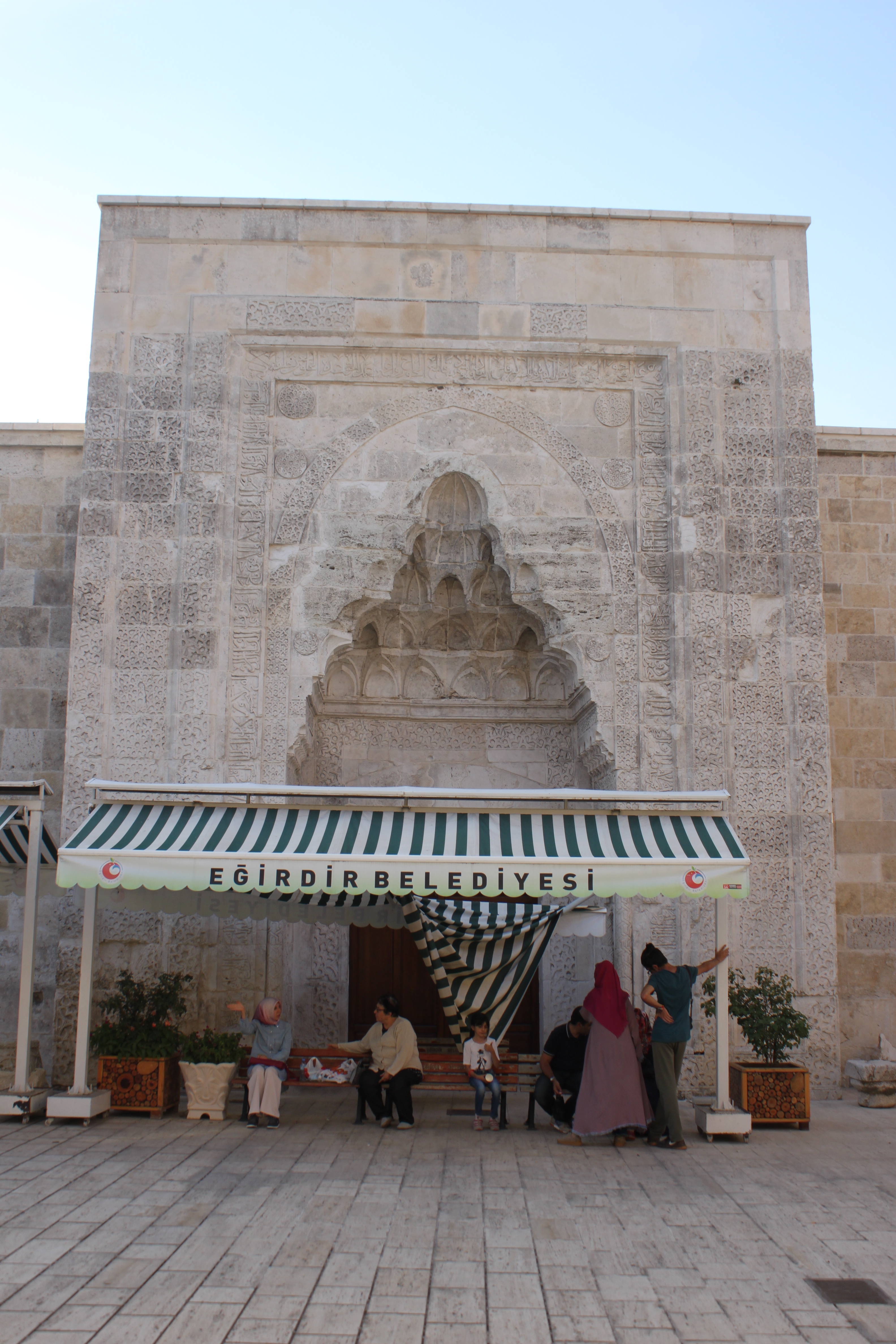
Ehemaliger Inneneingang des Hans; jetzt Teil der Taş Medrese

1301 wurden ein Großteil der Steine sowie das eingestürzte Hauptportal in die Stadt Eğirdir gebracht. Der damalige Herrscher der Gegend, Feleküddin Dündar Bey ließ damit die alte Karawanserei der Stadt zu einer Koranschule, der heutigen Taş Medrese, umbauen. Weitere Steine wurden in der gegenüber liegenden Moschee (Ulu Cami) und in der Stadtmauer als Spolien verbaut. Im Laufe der Jahrhunderte wurden immer wieder Steine der Karawanserei entwendet, so dass heute nur noch die Fundamente und die circa ein bis drei Meter hohe Außenmauer zu sehen sind.

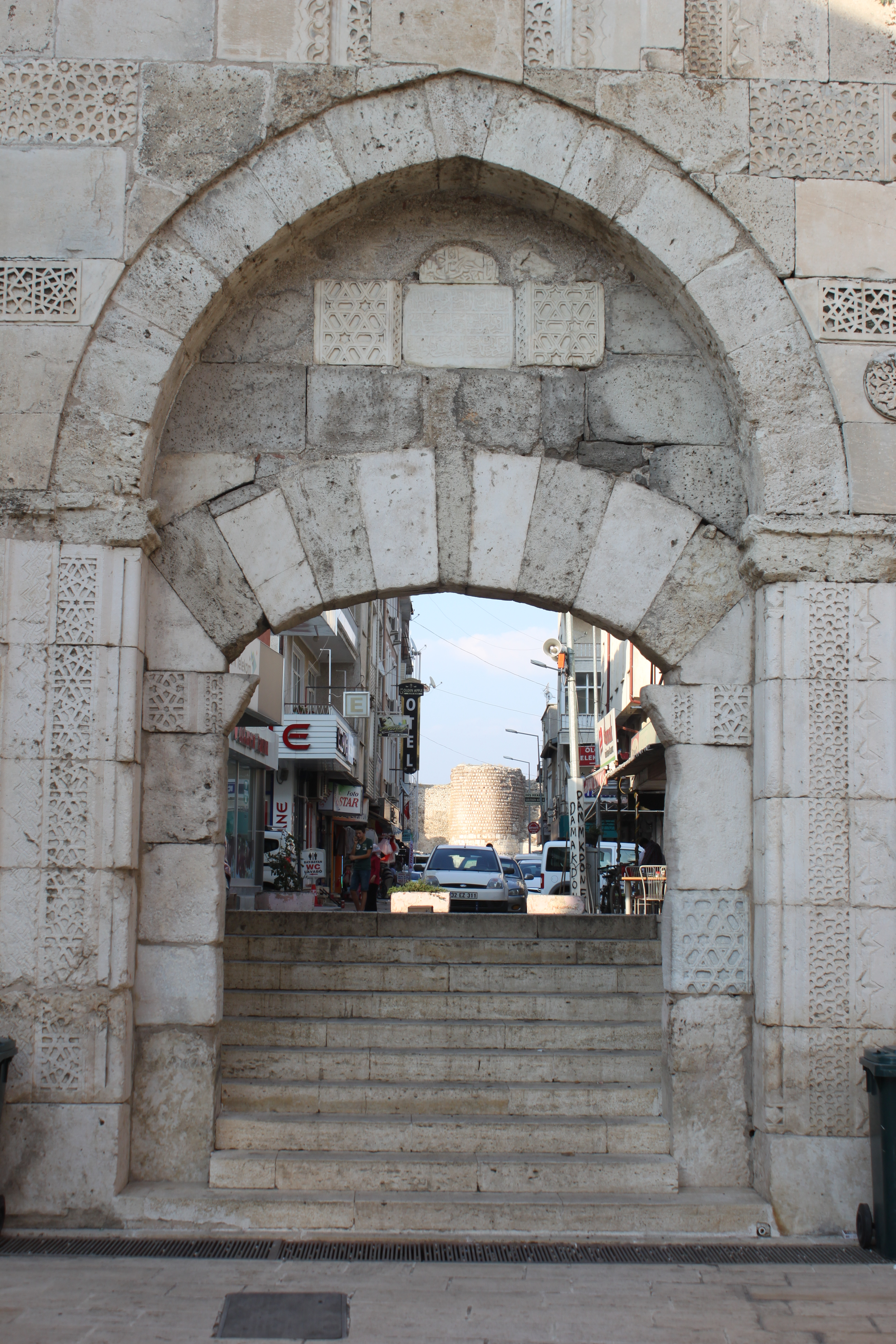
Stadttor, ehemaliger Eingang des Eğirdir-Han

Von 1990 bis 1993 wurden erstmals Ausgrabungen auf dem Gelände durchgeführt, dabei wurde eine Tafel mit einer Inschrift gefunden, die das Jahr 1237 bezeugt. Des Weiteren wurden Teile des Eingangstores geborgen und in die Taş Medrese integriert.
2006 und 2007 führte das Museum Isparta weitere Grabungen durch. Heute ist das Gelände abgesperrt und für die Öffentlichkeit nicht zugänglich.

## Architektur
Der Han ist ein typisch klassischer seldschukischer symmetrischer Bau, es handelt sich dabei um den drittgrößten Seldschukenhan in Anatolien.
Er besteht aus zwei miteinander verbundenen Bauwerken:
An der Straße befand sich das Hauptgebäude, ein Quadrat mit 48 m Seitenlänge. Das Tor blickte nach Osten Richtung Eğirdir-See.
Diese Mauern umschlossen einen Innenhof von 35 m Breite und 46 m Länge. An der Südseite befanden sich sieben Schlafräume mit unterschiedlicher Breite und sieben Meter Länge.
An der Ostseite schloss sich der Wintersaal an. Dabei handelte es sich um einen mittels Tonnengewölbe vollständig überdachten 45 m langen und 27 m breiten Bau. Aufgeteilt war er in einen Mittelgang, von dem rechts und links jeweils sieben Schlafkammern (ca. 10 × 6 m) abzweigten. Die Mitte war von einer Kuppel gekrönt, ähnlich der Anlage des Karatay Han.

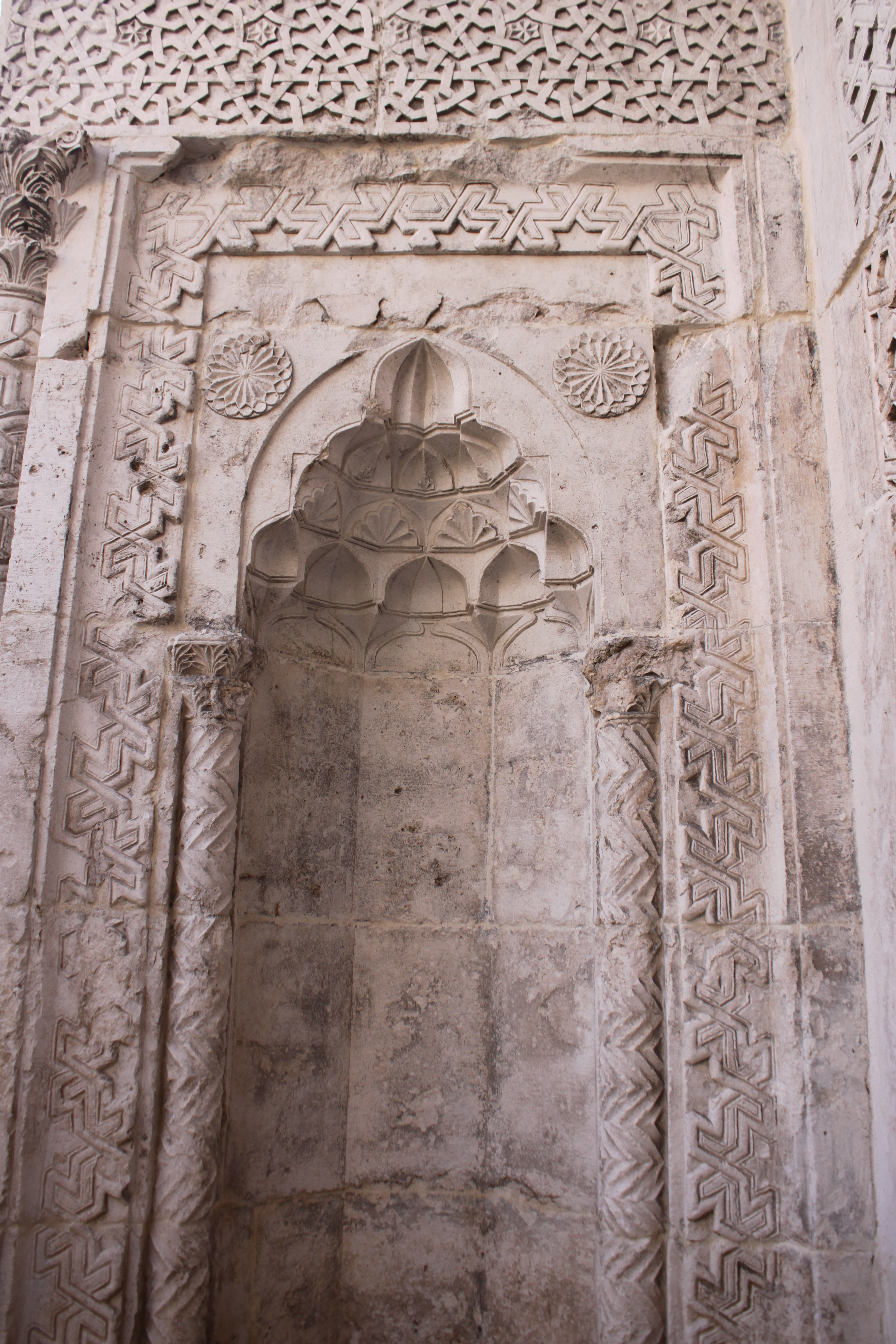
Taş Medrese, Nische aus dem ehemaligen Eğirdir-Han

## Der Han heute
Das Gelände des Hans wirkt ungepflegt und verwildert. Seit den letzten Forschungen 2007 sind keine weiteren mehr geplant. Eine Öffnung des Geländes für Publikum ist nicht vorgesehen.

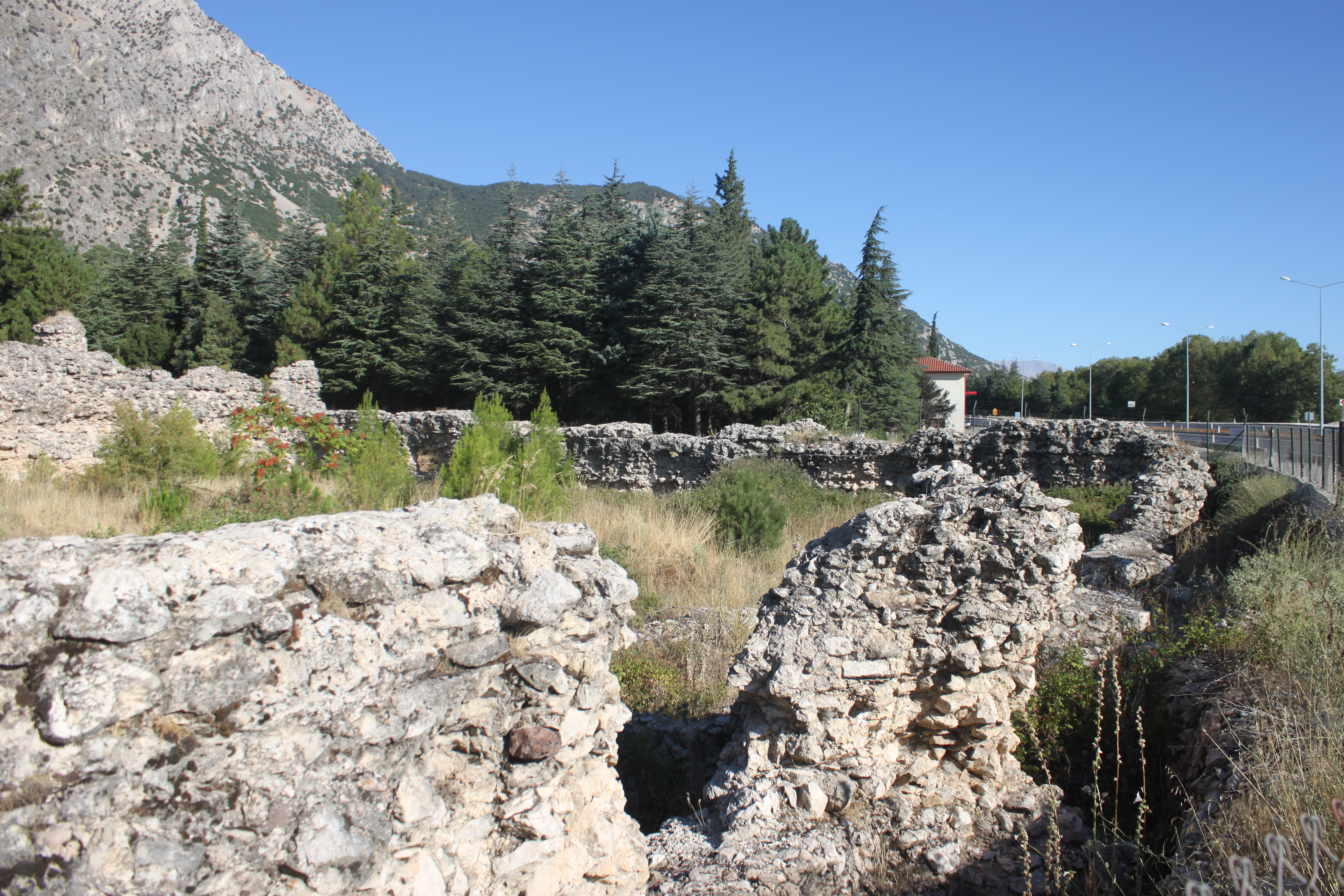
Eğirdir-Han; Nordseite Richtung Stadt.
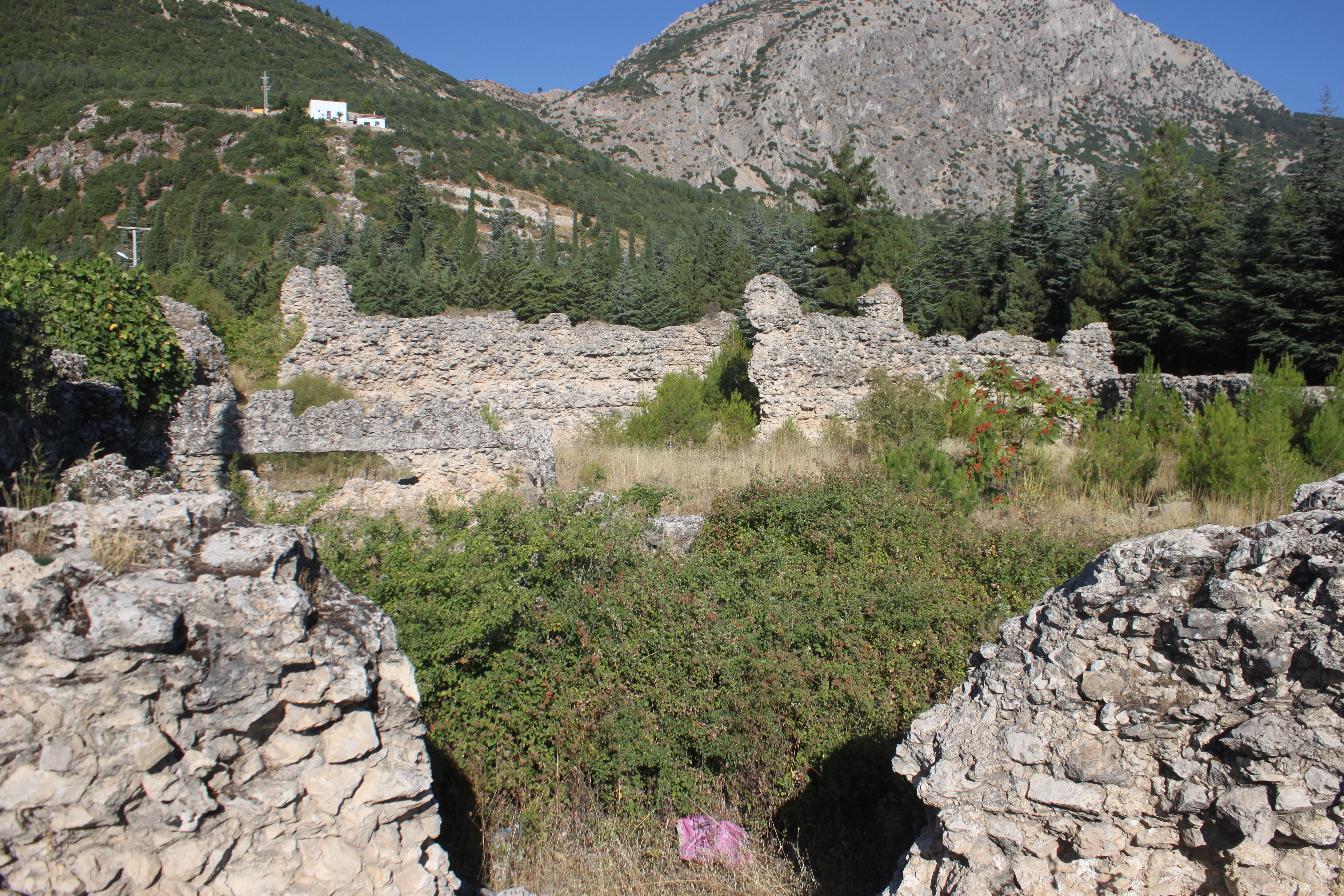
Eğirdir-Han; Blick nach Westen.